# 西爾維斯特方程
西爾維斯特方程（英語：Sylvester equation）是控制理论中的矩阵方程，形式如下：
{\displaystyle AX+XB=C.}
其中{\displaystyle A_{n\times n}}、{\displaystyle B_{m\times m}}及{\displaystyle C_{n\times m}}是已知矩阵，n与m可以相等。方程中所有矩陣的係數都是复数。西爾維斯特方程有唯一解X的充要條件是A与-B沒有共同的特徵值。
AX+XB=C也可以視為是（可能無窮維中）巴拿赫空间中有界算子的方程。此情形下，唯一解X的充份必要條件幾乎相同：唯一解X的充份必要條件是A和-B的谱不互交。

## 解的存在及唯一
利用克罗内克积以及向量化量子{\displaystyle \operatorname {vec} }，可以改寫西爾維斯特方程為
{\displaystyle (I_{m}\otimes A+B^{T}\otimes I_{n})\operatorname {vec} X=\operatorname {vec} C,}
其中{\displaystyle I_{k}}為{\displaystyle k\times k}單位矩陣。在此形式下，可以將問題改為{\displaystyle mn\times mn}維的線性系統。
命题
假定複數的{\displaystyle n\times n}矩陣{\displaystyle A}和{\displaystyle B}，西爾維斯特方程針對任意{\displaystyle C}有唯一解{\displaystyle X}，若且唯
若{\displaystyle A}和{\displaystyle -B}沒有共同的特徵值。
證明
考慮線性轉換{\displaystyle S:M_{n}\rightarrow M_{n}}，{\displaystyle X\mapsto AX+XB}.
(i)假設{\displaystyle A}和{\displaystyle -B}沒有共同的特徵值，則其特徵方程式  {\displaystyle f(z)}和{\displaystyle g(z)}的最大公因式為{\displaystyle 1}，因此存在複數多項式{\displaystyle p(z)}和{\displaystyle q(z)}，使得{\displaystyle p(z)f(z)+q(z)g(z)=1}。依照Cayley–Hamilton定理，{\displaystyle f(A)=0=g(-B)}；因此{\displaystyle g(A)q(A)=I}。令{\displaystyle X}為{\displaystyle S(X)=0}的解，則{\displaystyle AX=-XB}，重複上述作法，可得{\displaystyle X=q(A)g(A)X=q(A)Xg(-B)=0}。因此依照秩－零化度定理，{\displaystyle S}是可逆的，因此針對所有的{\displaystyle C}都存在唯一的解{\displaystyle X}。
(ii) 相對的，若假設{\displaystyle s}是{\displaystyle A}和{\displaystyle -B}的共同特徵值，則{\displaystyle {\bar {s}}}也是{\displaystyle A^{H}}的特徵值。存在非零向量 {\displaystyle v}和{\displaystyle w}使得{\displaystyle A^{H}w={\bar {s}}w}以及{\displaystyle Bv=-sv}。選擇{\displaystyle C}使得{\displaystyle Cv=w}，則{\displaystyle AX+XB=C}沒有解{\displaystyle X}，考虑 {\displaystyle \langle (AX+XB)v,w\rangle =\langle Cv,w\rangle =\langle w,w\rangle }，等號的右邊為正值；而左側因為伴随变换的性质為零,即 {\displaystyle \langle (AX+XB)v,w\rangle =\langle Xv,A^{H}w\rangle -s\langle Xv,w\rangle =s\langle Xv,w\rangle -s\langle Xv,w\rangle =0}。

## Roth消去法則
假設二個大小分別為n和m的方陣A和B，以及大小為n乘m的矩陣C，則可以確認以下二個大小為n+m的方陣{\displaystyle {\begin{bmatrix}A&C\\0&B\end{bmatrix}}}和{\displaystyle {\begin{bmatrix}A&0\\0&B\end{bmatrix}}}是否彼此相似。這二個矩陣相似的條件是存在一矩陣X使得AX-XB=C，換句話說，X為西爾維斯特方程的解，這稱為Roth消去法則（Roth's removal rule）。
可以用以下方式檢查，若AX-XB=C，則 
{\displaystyle {\begin{bmatrix}I_{n}&X\\0&I_{m}\end{bmatrix}}{\begin{bmatrix}A&C\\0&B\end{bmatrix}}{\begin{bmatrix}I_{n}&-X\\0&I_{m}\end{bmatrix}}={\begin{bmatrix}A&0\\0&B\end{bmatrix}}.}
Roth消去法則無法延伸到巴拿赫空間中的無窮維有界算子中。

## 數值解
西爾維斯特方程數值解的經典演算法是Bartels–Stewart演算法，利用QR演算法將矩陣{\displaystyle A}和矩陣{\displaystyle B}轉換為舒尔形式，再用逆向取代法求解三角矩阵。此演算法若用LAPACK計算，或是GNU Octave的lyap函數計算，計算複雜度是{\displaystyle {\mathcal {O}}(n^{3})}個數學運算。也可以參考其中的sylvester函數。在一些特定的影像處理應用中，西爾維斯特方程會有解析解。

## 腳註
1. ↑  不過也常寫成等效的AX-XB=C.
2. ↑  Bhatia and Rosenthal, 1997
3. ↑  不過若是要算其數值解，不建議寫成此形式，因為求解的計算量很高，而且可能會是病態方程
4. ↑  Gerrish, F; Ward, A.G.B. . The Mathematical Gazette. Nov 1998, 82 (495): 423–430. doi:10.2307/3619888.
5. ↑  Bhatia and Rosenthal, p.3
6. ↑  .   [2017-12-27]. （原始内容存档于2018-11-14）.
7. ↑  .   [2017-12-27]. （原始内容存档于2018-02-12）.
8. ↑  The syl command is deprecated since GNU Octave Version 4.0
9. ↑  Wei, Q.; Dobigeon, N.; Tourneret, J.-Y. . IEEE. 2015, 24 (11): 4109–4121. doi:10.1109/TIP.2015.2458572.